# Madness
Madness je anglická ska hudební skupina z Camden Town v severním Londýně, která vznikla v roce 1976. Jde o jednu z nejvýznamnějších kapel 2Tone ska revivalu na konci sedmdesátých a začátku osmdesátých let. Nadále vystupuje se šesti ze sedmi původních členů původní sestavy. Nejúspěšnějším obdobím skupiny bylo od roku 1980 do roku 1986, kdy jejich písně strávily v britském žebříčku UK Singles Chart celkem 214 týdnů. (UB40 sdílí stejný počet týdnů, největší pro jakoukoli britskou skupinu v tomto desetiletí, ale po delší období.)
Madness dosáhli 15 singlů, které se ve Spojeném království dostaly do první desítky, včetně skladeb „One Step Beyond“, „Baggy Trousers“ a „It Must Be Love“, jednoho britského number-one singlu „House of Fun“ a dvou jedniček v Irsku - "House of Fun" a "Wings of a Dove". Skladba „Our House“ byla jejich největším americkým hitem. V roce 2000 skupina obdržela cenu Ivor Novello od The Ivors Academy za vynikající sbírku písní.

## Diskografie
Více v článku Diskografie Madness
V závorce jsou uvedeny údaje o umístění v britské hitparádě.
- 1979: One Step Beyond... (UK #2)
- 1980: Absolutely (UK #2)
- 1981: 7 (UK #5)
- 1982: The Rise & Fall (UK #10)
- 1984: Keep Moving (UK #6)
- 1985: Mad Not Mad (UK #16)
- 1988: The Madness (UK #66)
- 1999: Wonderful (UK #17)
- 2005: The Dangermen Sessions Vol. 1 (UK #11)
- 2009: The Liberty of Norton Folgate (UK #5)